# Blå vind
Blå vind är ett studioalbum från 2002 av det svenska dansbandet Candela.

## Låtlista
(låtskrivare inom parentes)
1. Inom mig (Per-Anders Forsén)
2. Det är bara du (Jonas Sandquist)
3. Vinterbarn (Jonas Warnerbring - Fredrik Möller)
4. Some Days You Gotta Dance (Troy Johnson - Marshall Logan)
5. En ros i regn (Roland Andersson - Ingegerd Lindh - Lasse Lindh)
6. Du eller jag (Peter Lundblad - Bengt Palmers)
7. Jah finns där (Calle Kindbom - Carl Lösnitz)
8. Your Mama Don't Dance (Kennt Loggins - Jim Messina)
9. Minnet av dig ( Jan Gustavsson - Eva-Maria Lidèn)
10. Det måste va' kärlek (Ulf Brusquini - Billy Heil - Åke Lindfors)
11. Blå vind (Calle Kindbom - Carl Lösnitz)
12. Steg för steg (Tommy Kaså - Anica E. Stenberg)
13. Stanna en stund (PeO Pettersson)
14. Jag önskar mig (Per-Ola Lindholm)

### Fotnoter
1. ↑  ”Candela historik”. Candelas webbplats. 15 mars 2002. Arkiverad från originalet den 11 september 2011. https://web.archive.org/web/20110911170234/http://www.candela.nu/historik.htm. Läst 26 september 2010.
2. ↑  ”Blå vind”. Svensk mediedatabas. 15 mars 2002. http://smdb.kb.se/catalog/id/001548685. Läst 30 september 2010.